# Eric West

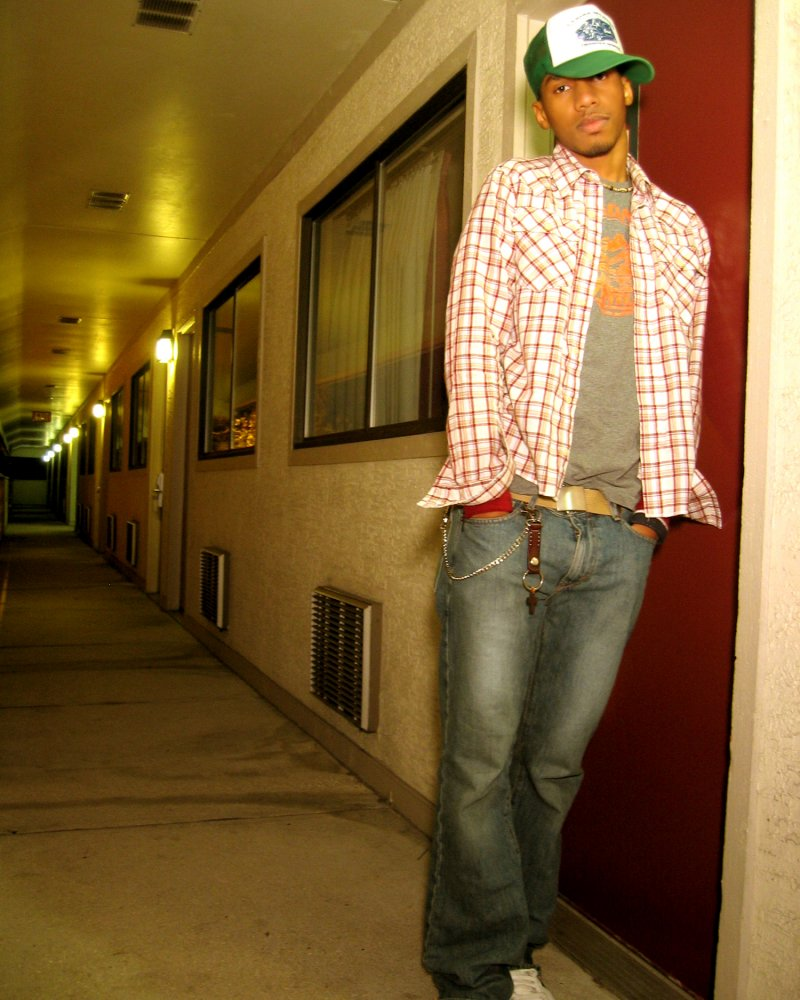
Eric West

Eric West (* 18. Mai 1982 als Eric Rosa in New York) ist ein US-amerikanischer Sänger, Songschreiber und Schauspieler.

## Leben
West gab sein Schauspieldebüt 2005 mit einer kleinen Rollen in Lords of Dogtown. 2008 und 2011 folgte jeweils eine Gastrolle in einer Fernsehserie, zudem trat er in dem Fernsehfilm The Miraculous Year (2011) in Erscheinung. 2013 war er u. a. in dem Zombiefilm World War Z zu sehen. Mit Fortress – Stunde der Abrechnung folgte 2021 eine weitere Rolle.

## Diskografie

### Alben
- 2002: Driving Away
- 2006: Half Life

### Singles
- 2002: Can You Help Me?